# Konferenz der informations- und bibliothekswissenschaftlichen Ausbildungs- und Studiengänge
Die Konferenz der informations- und bibliothekswissenschaftlichen Ausbildungs- und Studiengänge (KIBA) ist in zwei Organisationen eingegliedert: im Deutschen Bibliotheksverband (dbv) als „Sektion 7“ und in der Deutschen Gesellschaft für Information und Wissen (DGI) als Ausbildungssektion.
„Die KIBA ist heute die Vertretung der Fachhochschulen (Hochschulen der angewandten Wissenschaften) und Universitäten auf dem Gebiet der Library and Information Science (LIS) in Deutschland.“ (Ursula Georgy, Vorsitzende 2004–2013)
Der DBV integriert mehrere Fachgruppen, wobei die Sektionen laut Satzung bei Problemen und bibliothekspolitischen Fragen eine Beratungsfunktion einnehmen und Erfahrungsaustausche ermöglichen.
1998 entstand KIBA als Konferenz der informatorischen und bibliothekarischen Ausbildungseinrichtungen aus dem Zusammenschluss der ehemaligen Konferenz der Bibliothekarischen Ausbildungsstätten (KBA) und des damaligen Komitees der dokumentarischen Ausbildungseinrichtungen (KIA) (in der damaligen Deutschen Gesellschaft für Dokumentation; heute Deutsche Gesellschaft für Informationswissenschaft und Informationspraxis – DGI). Die KIBA hat sich auf ihrer Jahrestagung im November 2008 einen neuen Namen gegeben. Das Akronym KIBA steht seitdem für Konferenz der informations- und bibliothekswissenschaftlichen Ausbildungs- und Studiengänge. Damit werden die Veränderungen, die sich in den Hochschulen in den letzten Jahren sowohl inhaltlich mit der Einführung der gestuften Studiengänge als auch organisatorisch innerhalb der einzelnen Hochschulen vollzogen haben, auch im Namen sichtbar.
Die Sektion 7 vertritt ausdrücklich nicht nur die Interessen der Bibliotheken in Deutschland, sondern möchte gleichermaßen sämtliche Informationseinrichtungen (z. B. die IT-Branche) und die breite Öffentlichkeit erreichen. Derzeit gibt es 12 feste Mitglieder und mehrere Gastmitglieder, u. a. aus Österreich und der Schweiz.
Als Tätigkeiten bzw. Aktivitäten ist die Organisation von Workshops, Dozententreffen und einer jährlichen zweitägigen Tagung zu nennen. Im Europäischen Hochschulraum nimmt sie die internationalen Belange und Interessen wahr und vertritt die Mitglieder bei internationalen Organisationen wie z. B. der European Association for Library and Information Education and Research – EUCLID sowie bei internationalen Tagungen und Kongressen.
Ziele:
- Lobbyarbeit gegenüber Berufsverbänden, Politikern, Unternehmen und anderen Ausbildungseinrichtungen außerhalb des Hochschulbereichs für die Ausbildung von Information Professionals in Deutschland bzw. in der DACH-Region.
- Mittler zwischen Wissenschaft und Praxis.
- Personalgewinnung und -entwicklung in Bibliotheken und Informationseinrichtungen.
- Durchlässigkeit der Berufs- und Studienabschlüsse.